# Nolina parviflora
Nolina parviflora là một loài thực vật có hoa trong họ Măng tây. Loài này được (Kunth) Hemsl. mô tả khoa học đầu tiên năm 1884.